# آناموس (داکوتای شمالی)
آناموس(به انگلیسی: Anamoose) شهری در ایالت داکوتای شمالی کشور ایالات متحده آمریکا است که جمعیت آن در سرشماری سال ۲۰۱۰ میلادی، ۲۲۷ نفر بوده‌است.